# Barbič
Barbič  je priimek v Sloveniji, ki ga je po podatkih Statističnega urada Republike Slovenije na dan 1. januarja 2010 uporabljalo 272 oseb in je med vsemi priimki po pogostosti uporabe uvrščen na 1.505. mesto.

## Znani nosilci priimka
- Ana Barbič (*1936), ruralna sociologinja, univ. prof.
- Bogdan Barbič, direktor Družbe Hidroelektrarne na Spodnji Savi
- Darko Barbič ("Dare Acoustic") (*1984), kantavtor (pop/rock)
- Elza Barbič (1907—1970), gledališka igralka in operna pevka
- Janez Babič (*1948), matematik
- Jernej Barbič (*1976), računalnikar, inovator v računalniški grafiki, prof. v ZDA
- Jože Barbič, tekstilec, urednik
- Lenart Barbič (*1947), fizik
- Leon Barbič, izumitelj
- Luka Barbič, harmonikar
- Mihael Barbič (Barbo) (1869–1943), duhovnik
- Mojca Barbič, likovna umetnica in pedagoginja
- Rok Barbič, menedžer, direktor podjetja Stilles
- Vlado Barbič (*1928), kemik ...